# Inge Tijink
Inge Tijink (Noordijk, 28 november 1998) is een Nederlands voetbalster die uitkomt voor FC Twente in de Eredivisie.

## Carrière
Inge Tijink begon haar voetbalcarrière bij het Duitse Borussia Bocholt. In de zomer van 2020 maakte ze de overstap naar FC Twente. Kort daarna in het seizoen 2020/21 debuteerde Tijink voor FC Twente in een wedstrijd tegen Excelsior waarin Tijink na een halfuur mocht invallen. Verder dan een helft in de Eredivisie Cup tegen Fortuna Sittard kwam Tijink daarna niet meer bij FC Twente. Daarom besloot ze in 2023 de overstap te maken naar PEC Zwolle. Nadat eerste keepster Tess van der Flier een zware blessure opliep, mocht Tijink op 4 november 2023 in de uitwedstrijd tegen sc Heerenveen haar debuut maken in de Eredivisie voor PEC Zwolle.
Tijink verlengde haar contract bij PEC Zwolle op 13 mei 2024 met een jaar. In het seizoen 2024/25 was ze de eerste keus onder lat bij de Zwollenaren.
Op 14 april 2025 keerde Tijink officieel terug bij FC Twente waar ze een contract tekende tot medio 2027. Ze zal vanaf het seizoen 2025/26 weer onderdeel uitmaken van de selectie van de Tukkers.

### Carrièrestatistieken
| Seizoen                     | Club             | Land            | Competitie           | Competitie | Competitie | Beker | Beker | Internationaal | Internationaal | Overig | Overig | Totaal | Totaal |
| Seizoen                     | Club             | Land            | Competitie           | Wed.       | Dlp.       | Wed.  | Dlp.  | Wed.           | Dlp.           | Wed.   | Dlp.   | Wed.   | Dlp.   |
| --------------------------- | ---------------- | --------------- | -------------------- | ---------- | ---------- | ----- | ----- | -------------- | -------------- | ------ | ------ | ------ | ------ |
| 2019/20                     | Borussia Bocholt | Duitsland       | Vrouwen Regionalliga | 0          | 0          | 1     | 0     | –              | –              | 0      | 0      | 1      | 0      |
| 2020/21                     | FC Twente        | Nederland       | Vrouwen Eredivisie   | 0          | 0          | 0     | 0     | –              | –              | 1      | 0      | 1      | 0      |
| 2021/22                     | FC Twente        | Nederland       | Vrouwen Eredivisie   | 0          | 0          | 0     | 0     | 0              | 0              | 0      | 0      | 0      | 0      |
| 2022/23                     | FC Twente        | Nederland       | Vrouwen Eredivisie   | 0          | 0          | 0     | 0     | 0              | 0              | 1      | 0      | 1      | 0      |
| 2023/24                     | PEC Zwolle       | Nederland       | Vrouwen Eredivisie   | 17         | 0          | 1     | 0     | –              | –              | –      | –      | 18     | 0      |
| 2024/25                     | PEC Zwolle       | Nederland       | Vrouwen Eredivisie   | 19         | 0          | 1     | 0     | –              | –              | 0      | 0      | 20     | 0      |
| 2020/21                     | FC Twente        | Nederland       | Vrouwen Eredivisie   | 0          | 0          | 0     | 0     | –              | –              | 0      | 0      | 0      | 0      |
| Carrière totaal             | Carrière totaal  | Carrière totaal | Carrière totaal      | 36         | 0          | 3     | 0     | 0              | 0              | 2      | 0      | 33     | 0      |
| Bijgewerkt tot 14 juli 2025 |                  |                 |                      |            |            |       |       |                |                |        |        |        |        |